# この世の果て、数多の終焉
『この世の果て、数多の終焉』（このよのはて、あまたのしゅうえん、原題：Les Confins du monde）は、2018年制作のフランスの戦争映画。第二次世界大戦末期のフランス領インドシナを舞台に、傷ついた若きフランス人兵士を通して戦場の生々しい現実を描く。R18+指定。

## あらすじ
1945年3月、第二次世界大戦末期のフランス領インドシナ。フランス軍の青年兵士ロベールは、ベトナム解放軍の一斉攻撃で兄を殺害された。
復讐に燃えるロベールは、ジャングルでの過酷な戦いに身を投じる。ある日、彼はベトナム人の娼婦マイと出会い、たちまち惹かれていく。だが、理性を失ったロベールは軍規に背く危うい行動を繰り返すようになる。

## キャスト
- ロベール・タッセン：ギャスパー・ウリエル
- カヴァニャ：ギヨーム・グイ
- マイ：ラン＝ケー・トラン
- サントンジュ：ジェラール・ドパルデュー